# Mutillinae
Sous-famille
Les Mutillinae sont une sous-famille d'insectes hyménoptères de la famille des Mutillidae ou mutillidés.

## Description
Les adultes des différentes espèces sont couverts de poils hirsutes aux coloris contrastés, les femelles sont aptères. Les deux sexes peuvent striduler. Ce sont des espèces parasites d'autres hyménoptères (Mutilla europaea, par exemple, parasite les nids de bourdons). 

## Liste des genres
Selon BioLib (25 mai 2019) :
- genre Andreimyrme Lelej, 1995
- genre Artiotilla Invrea, 1950
- genre Ctenotilla Bischoff, 1920
- genre Dentilla Lelej, 1980
- genre Ephucilla Lelej, 1995
- genre Ephutomma Ashmead, 1899
- genre Indratilla Lelej, 1993
- genre Karunaratnea Lelej, 2005
- genre Kurzenkotilla Lelej, 2005
- genre Lehritilla Lelej, 2005
- genre Macromyrme Lelej, 1984
- genre Mickelomyrme Lelej, 1995
- genre Mutilla Linnaeus, 1758
- genre Nemka Lelej, 1985
- genre Neotrogaspidia Lelej, 1996
- genre Nordeniella Lelej, 2005
- genre Odontomutilla Ashmead, 1899
- genre Physetopoda Schuster, 1949
- genre Pristomutilla Ashmead, 1903
- genre Ronisia Costa, 1858
- genre Skorikovia Ovchinnikov, 2002
- genre Smicromyrme Thomson, 1870
- genre Storozhenkotilla Lelej, 2005
- genre Strangulotilla Nonveiller, 1978
- genre Trogaspidia Ashmead, 1899
- genre Tropidotilla Bischoff, 1920
- genre Zeugomutilla Chen, 1957